# 183 a.C.
Il 183 a.C. (CLXXXIII a.C. in numeri romani) è un anno  del II secolo a.C.

## Eventi
- Fondazione della colonia romana di Parma
- Fondazione della colonia romana di Mutina (Modena)
- Formazione dell'isola di Vulcanello (Isole Eolie)
- Annibale, rifugiatosi presso il re Prusia I in Bitinia, si suicida pur di non cadere nelle mani dei Romani.

## Nati
- Publio Cornelio Scipione Nasica Serapione, politico romano († 132 a.C.)

## Morti
- Agesipoli III, sovrano spartano
- Filopemene, militare greco antico (n. 253 a.C.)
- Publio Cornelio Scipione, politico e generale romano (n. 236 a.C.)
- Publio Licinio Crasso Divite, politico romano